# Florae Berolinensis prodromus
Florae Berolinensis prodromus (etwa „Vorbote einer Flora Berlins“) ist ein Werk des deutschen Botanikers Carl Ludwig Willdenow. Es erschien 1787 im Berliner Vieweg Verlag. 
Es handelt sich um ein in Lateinisch geschriebene Florenverzeichnis, in der alle bis dahin im Gebiet von Berlin bekannten Arten von Pilzen, Flechten, Moosen und höheren Pflanzen aufgelistet werden. Es ist die erste Veröffentlichung der Gesamtflora von Berlin. Das Buch enthält Angaben über insgesamt 1234 Pflanzen, davon 864 Arten höherer und 370 Arten niederer Pflanzen. 